# 월배역
월배역(Wolbae station, 月背驛)은 대구광역시 달서구 월배로에 있는 대구 도시철도 1호선의 전철역이다.

## 특징
부역명은 마이스터치과병원이었으나, 계약 만료로 삭제되었다. 이 역의 3번 출구 인근 삼현 메디컬 센터 건물내에 있다. 사거리와는 약간 떨어진 월배초등학교 앞에 역이 있으며, 출구는 4개로 모두 시내 방향에만 설치되어 있다.
현재 주변에 주택지구가 많이 개발되면서 이용객이 점진적으로 증가하고 있는 추세이다. 1번 출구에는 에스컬레이터가, 3, 4번 출구에는 엘리베이터가 설치되어 있다.
이 역은 대구 도시철도 1호선의 모든 역들 중 심도가 가장 낮은 역이다(13.7m). 지하 2층 규모의 지하역이다.

## 역명의 유래
이 지역에 월배라는 옛 지명이 있었으며, 현재도 이 주변을 월배라고 부르므로, 옛 지명에 따라 역명을 정하였다. 이 지명은 대덕산 남쪽 임휴사가 있는 계곡이 달(月)배골인데 월배는 이 골짜기의 뒷쪽에 위치한다는데서 유래되었다.

## 역사
- 1997년 11월 26일 : 대구 도시철도 1호선 개통과 함께 영업 개시
- 2017년 2월 18일 :  스크린도어 설치

## 역 구조
2면 2선의 상대식 승강장이 있는 지하 역이며, 승강장 벽면 색상은 노란색이다.스크린도어가 설치되어 있다.

### 승강장
| 진천 ↑ |
| \| 상  |
| ↓ 상인 |

| 상행 | ● 대구 도시철도 1호선 | 진천·대곡·화원·설화명곡 방면 |
| 하행 | ● 대구 도시철도 1호선 | 반월당·중앙로·안심·하양 방면 |

- 승강장 번호는 없다.
- 이 역은 반대방향으로 횡단이 불가능한 역이다.

## 역 주변
| 나가는 곳 | 방면 |
| --------- | --- |
| 1         | 진천동 행정복지센터 대구월배초등학교 여성아이병원 월배성당 케이맨파워 IM뱅크 월배지점                        |
| 2         | 월배시장 월배중학교 월배지구대 명지유치원 진천동백맨션 월배귀빈타운1.2차 기업은행 월배지점 농협 월배중앙지소 |
| 3         | 상인2동행정복지센터 상인메트로빌 상인삼미타운 KT 월배지점 월배중학교 하나은행 월배역지점                     |
| 4         | 월배우체국 월서중학교 월배역 포스코더샵 아파트 삼성래미안 진천동                                             |

## 승차량 변동
| 노선  | 승차 인원 | 승차 인원 | 승차 인원 | 승차 인원 | 승차 인원 | 승차 인원 | 승차 인원 | 승차 인원 | 승차 인원 | 승차 인원 | 주석  |
| 노선  | 1997년    | 1998년    | 1999년    | 2000년    | 2001년    | 2002년    | 2003년    | 2004년    | 2005년    | 2006년    | 주석  |
| ----- | --------- | --------- | --------- | --------- | --------- | --------- | --------- | --------- | --------- | --------- | ----- |
| 1호선 | 3,572     | 3,516     | 3,587     | 미공개    | 3,519     | 3,634     | 2,518     | 3,435     | 3,419     | 3,996     | [ 1 ] |
| 노선  | 2007년    | 2008년    | 2009년    | 2010년    | 2011년    | 2012년    | 2013년    | 2014년    | 2015년    | 2016년    |       |
| 1호선 | 4,284     | 4,263     | 4,225     | 4,205     | 4,231     | 4,242     | 4,372     | 4,317     | 4,413     | 4,430     | [ 1 ] |
| 노선  | 2017년    | 2018년    | 2019년    | 2020년    | 2021년    | 2022년    |           |           |           |           |       |
| 1호선 | 4,506     | 4,600     | 4,807     | 3,270     |           |           |           |           |           |           |       |

## 인접한 역
| 대구 도시철도 1호선    | 대구 도시철도 1호선   | 대구 도시철도 1호선 |
| ---------------------- | --------------------- | ------------------- |
| 118 진천 설화명곡 방면 | ● 대구 도시철도 1호선 | 120 상인 하양 방면  |